# Cercle Olympique de Bamako
O Cercle Olympique de Bamako é um clube de futebol com sede em Bamako, Mali. A equipe compete no Campeonato Malinês de Futebol.

## História
O clube foi fundado em 1960.